# Liga de Campeones de la UEFA 1998-99
La Liga de Campeones de la UEFA 1998-99 fue la 44.ª edición en la historia de la competición. Se disputó entre julio de 1998 y mayo de 1999, con la participación inicial de 56 equipos, representantes de 47 federaciones nacionales diferentes.
La final, a partido único, tuvo lugar el 26 de mayo de 1999 en el Camp Nou de Barcelona, en España, y en ella se enfrentaron el Bayern Múnich y el Manchester United. Venció el equipo inglés, 31 años después de su último título, en un encuentro trepidante en el que remontó en el descuento el tanto inicial del club muniqués, cambiando el signo del partido de forma radical. Se da la circunstancia que por primera vez ninguno de los finalistas ganó en la temporada anterior sus respectivas ligas nacionales ni la Copa de Europa, hecho debido a la ampliación de participación a los subcampeones de las mejores ligas europeas, además de convertirse el conjunto inglés en el primer equipo de aquel país en lograr el triplete (liga, copa y champions) en una temporada.
El Bayern Múnich fue superior durante el encuentro; sin embargo, no tuvo fortuna para aumentar el 1-0 y fue remontado por el Manchester United en dos lanzamientos de córner, ambos en tiempo de descuento.
El veterano Lothar Matthaus estaba ante su última oportunidad de ser campeón de Europa, pero, tras ser substituido, el Manchester United remontó el encuentro en los últimos minutos y privó al centrocampista alemán de su ansiada Copa de Europa y este quedó incrédulo por la forma de perder de su equipo. Compañeros suyos como Oliver Kahn y Thomas Linke se derrumbaron en el césped tras el pitido final y tuvieron que ser consolados por el árbitro, Pierluigi Collina. El defensa Samuel Kuffour, tras encajar el segundo gol de los ingleses, rompió a llorar incluso antes de que terminara el encuentro.

## Rondas previas de clasificación

### Primera ronda previa
El sorteo se realizó el 6 de julio de 1998 en Ginebra.
Los partidos se disputaron el 22 y 29 de julio de 1998.
| Equipo Local Ida        | Resultado | Equipo Visitante Ida     | Ida   | Vuelta |
| ----------------------- | --------- | ------------------------ | ----- | ------ |
| Valletta FC             | 0 - 8     | Anorthosis               | 0 - 2 | 0 - 6  |
| Celtic Glasgow          | 2 - 0     | St Patrick's Athletic FC | 0 - 0 | 2 - 0  |
| Dinamo Tbilisi          | 4 - 3     | KS Vllaznia              | 3 - 0 | 1 - 3  |
| FK Sileks Kratovo       | 1 - 2     | Club Brugge              | 0 - 0 | 1 - 2  |
| Grasshopper-Club Zürich | 8 - 0     | Jeunesse Esch            | 6 - 0 | 2 - 0  |
| Skonto Riga             | 2 - 1     | FC Dinamo Minsk          | 0 - 0 | 2 - 1  |
| Zimbru Chişinău         | 2 - 3     | Újpest FC                | 1 - 0 | 1 - 3  |
| PFC Litex Lovech        | 3 - 2     | Halmstads BK             | 2 - 0 | 1 - 2  |
| Cliftonville FC         | 1 - 13    | MFK Košice               | 1 - 5 | 0 - 8  |
| FK Obilić               | 4 - 1     | IB Vestmannaeyja         | 2 - 0 | 2 - 1  |
| ŁKS Łódź                | 7 - 2     | FK Gäncä                 | 4 - 1 | 3 - 1  |
| Steaua de Bucarest      | 5 - 4     | FC Flora                 | 4 - 1 | 1 - 3  |
| Dinamo de Kiev          | 10 - 1    | Barry Town FC            | 8 - 0 | 2 - 1  |
| Kareda Šiauliai         | 0 - 4     | NK Maribor               | 0 - 3 | 0 - 1  |
| HJK Helsinki            | 5 - 0     | FC Yerevan               | 2 - 0 | 3 - 0  |
| Beitar Jerusalén        | 5 - 1     | B36 Tórshavn             | 4 - 1 | 1 - 0  |

Nota: El partido de ida entre el Dinamo Tbilisi y el KS Vllaznia terminó 1-0, pero se anuló por alineación indebida de este último y se le dio por perdido por 3-0.

### Segunda ronda previa
El sorteo se realizó el 6 de julio de 1998 en Ginebra.
Los partidos se disputaron el 12 y 26 de agosto de 1998.
| Equipo Local Ida   | Resultado  | Equipo Visitante Ida | Ida   | Vuelta |
| ------------------ | ---------- | -------------------- | ----- | ------ |
| Olympiacos         | 6 - 3      | Anorthosis           | 2 - 1 | 4 - 2  |
| Celtic             | 1 - 3      | Croatia Zagreb       | 1 - 0 | 0 - 3  |
| Dinamo Tbilisi     | 2 - 2 (v.) | Athletic Club        | 2 - 1 | 0 - 1  |
| Rosenborg          | (v.) 4 - 4 | Brujas               | 2 - 0 | 2 - 4  |
| Galatasaray        | 5 - 3      | Grasshopper          | 2 - 1 | 3 - 2  |
| Internazionale     | 7 - 1      | Skonto               | 4 - 0 | 3 - 1  |
| Sturm Graz         | 7 - 2      | Újpest Dózsa         | 4 - 0 | 3 - 2  |
| Litex Lovech       | 2 - 11     | Spartak de Moscú     | 0 - 5 | 2 - 6  |
| MFK Košice         | 1 - 2      | Brøndby IF           | 0 - 2 | 1 - 0  |
| Bayern Múnich      | 5 - 1      | FK Obilić            | 4 - 0 | 1 - 1  |
| Manchester United  | 2 - 0      | ŁKS Łódź             | 2 - 0 | 0 - 0  |
| Steaua de Bucarest | 5 - 8      | Panathinaikos        | 2 - 2 | 3 - 6  |
| Dinamo de Kiev     | (p.) 1 - 1 | Sparta Praga         | 0 - 1 | 1 - 0  |
| Maribor            | 3 - 5      | PSV Eindhoven        | 2 - 1 | 1 - 4  |
| HJK Helsinki       | 2 - 1      | Metz                 | 1 - 0 | 1 - 1  |
| Benfica            | 8 - 4      | Beitar Jerusalén     | 6 - 0 | 2 - 4  |

## Primera ronda
El sorteo se realizó el 27 de agosto de 1998 en Mónaco.

### Grupo A
| Pos. | Equipo         | Pts. | PJ | G | E | P | GF | GC | Dif. | Clasificación             |
| ---- | -------------- | ---- | -- | - | - | - | -- | -- | ---- | ------------------------- |
| 1    | Olympiacos     | 11   | 6  | 3 | 2 | 1 | 8  | 6  | +2   | Acceso a cuartos de final |
| 2    | Croatia Zagreb | 8    | 6  | 2 | 2 | 2 | 5  | 7  | −2   |                           |
| 3    | Porto          | 7    | 6  | 2 | 1 | 3 | 11 | 9  | +2   |                           |
| 4    | Ajax           | 7    | 6  | 2 | 1 | 3 | 4  | 6  | −2   |                           |

 Fuente: [cita requerida]
| Jor. | Fecha            | Estadio          | Local          | Visitante      | Resultado |
| ---- | ---------------- | ---------------- | -------------- | -------------- | --------- |
| 1    | 16 de septiembre | Das Antas        | Porto          | Olympiacos     | 2–2       |
| 1    | 16 de septiembre | Maksimir Stadium | Croatia Zagreb | Ajax Ámsterdam | 0–0       |
| 2    | 30 de septiembre | Estadio Olímpico | Olympiacos     | Croatia Zagreb | 2–0       |
| 2    | 30 de septiembre | Amsterdam Arena  | Ajax Ámsterdam | Porto          | 2–1       |
| 3    | 21 de octubre    | Das Antas        | Porto          | Croatia Zagreb | 3–0       |
| 3    | 21 de octubre    | Estadio Olímpico | Olympiacos     | Ajax Ámsterdam | 1–0       |
| 4    | 4 de noviembre   | Maksimir Stadium | Croatia Zagreb | Porto          | 3–1       |
| 4    | 4 de noviembre   | Amsterdam Arena  | Ajax Ámsterdam | Olympiacos     | 2–0       |
| 5    | 25 de noviembre  | Estadio Olímpico | Olympiacos     | Porto          | 2–1       |
| 5    | 25 de noviembre  | Amsterdam Arena  | Ajax Ámsterdam | Croatia Zagreb | 0–1       |
| 6    | 9 de diciembre   | Das Antas        | Porto          | Ajax Ámsterdam | 3–0       |
| 6    | 9 de diciembre   | Maksimir Stadium | Croatia Zagreb | Olympiacos     | 1–1       |

### Grupo B
| Pos. | Equipo        | Pts. | PJ | G | E | P | GF | GC | Dif. | Clasificación             |
| ---- | ------------- | ---- | -- | - | - | - | -- | -- | ---- | ------------------------- |
| 1    | Juventus      | 8    | 6  | 1 | 5 | 0 | 7  | 5  | +2   | Acceso a cuartos de final |
| 2    | Galatasaray   | 8    | 6  | 2 | 2 | 2 | 8  | 8  | 0    |                           |
| 3    | Rosenborg     | 8    | 6  | 2 | 2 | 2 | 7  | 8  | −1   |                           |
| 4    | Athletic Club | 6    | 6  | 1 | 3 | 2 | 5  | 6  | −1   |                           |

 Fuente: [cita requerida]
| Jor. | Fecha            | Estadio           | Local           | Visitante       | Resultado |
| ---- | ---------------- | ----------------- | --------------- | --------------- | --------- |
| 1    | 16 de septiembre | San Mamés         | Athletic Bilbao | Rosenborg       | 1–1       |
| 1    | 16 de septiembre | Stadio delle Alpi | Juventus        | Galatasaray     | 2–2       |
| 2    | 30 de septiembre | Lerkendal         | Rosenborg       | Juventus        | 1–1       |
| 2    | 30 de septiembre | Ali Sami Yen      | Galatasaray     | Athletic Bilbao | 2–1       |
| 3    | 21 de octubre    | San Mamés         | Athletic Bilbao | Juventus        | 0–0       |
| 3    | 21 de octubre    | Lerkendal         | Rosenborg       | Galatasaray     | 3–0       |
| 4    | 4 de noviembre   | Stadio delle Alpi | Juventus        | Athletic Bilbao | 1–1       |
| 4    | 4 de noviembre   | Ali Sami Yen      | Galatasaray     | Rosenborg       | 3–0       |
| 5    | 25 de noviembre  | Lerkendal         | Rosenborg       | Athletic Bilbao | 2–1       |
| 5    | 2 de diciembre   | Ali Sami Yen      | Galatasaray     | Juventus        | 1–1       |
| 6    | 9 de diciembre   | San Mamés         | Athletic Bilbao | Galatasaray     | 1–0       |
| 6    | 9 de diciembre   | Stadio delle Alpi | Juventus        | Rosenborg       | 2–0       |

### Grupo C
| Pos. | Equipo           | Pts. | PJ | G | E | P | GF | GC | Dif. | Clasificación             |
| ---- | ---------------- | ---- | -- | - | - | - | -- | -- | ---- | ------------------------- |
| 1    | Inter de Milán   | 13   | 6  | 4 | 1 | 1 | 9  | 5  | +4   | Acceso a cuartos de final |
| 2    | Real Madrid      | 12   | 6  | 4 | 0 | 2 | 17 | 8  | +9   | Acceso a cuartos de final |
| 3    | Spartak de Moscú | 8    | 6  | 2 | 2 | 2 | 7  | 6  | +1   |                           |
| 4    | Sturm Graz       | 1    | 6  | 0 | 1 | 5 | 2  | 16 | −14  |                           |

 Fuente: [cita requerida]
| Jor. | Fecha            | Estadio                       | Local          | Visitante      | Resultado |
| ---- | ---------------- | ----------------------------- | -------------- | -------------- | --------- |
| 1    | 16 de septiembre | Ramón Sánchez Pizjuán         | Real Madrid    | Internazionale | 2–0       |
| 1    | 16 de septiembre | Arnold Schwarzenegger-Stadium | Sturm Graz     | Spartak Moscú  | 0–2       |
| 2    | 30 de septiembre | Stadio Giuseppe Meazza        | Internazionale | Sturm Graz     | 1–0       |
| 2    | 30 de septiembre | Estadio Olímpico Luzhniki     | Spartak Moscú  | Real Madrid    | 2–1       |
| 3    | 21 de octubre    | Santiago Bernabéu             | Real Madrid    | Sturm Graz     | 6–1       |
| 3    | 21 de octubre    | Stadio Giuseppe Meazza        | Internazionale | Spartak Moscú  | 2–1       |
| 4    | 4 de noviembre   | Arnold Schwarzenegger-Stadium | Sturm Graz     | Real Madrid    | 1–5       |
| 4    | 4 de noviembre   | Estadio Olímpico Luzhniki     | Spartak Moscú  | Internazionale | 1–1       |
| 5    | 25 de noviembre  | Stadio Giuseppe Meazza        | Internazionale | Real Madrid    | 3–1       |
| 5    | 25 de noviembre  | Estadio Olímpico Luzhniki     | Spartak Moscú  | Sturm Graz     | 0–0       |
| 6    | 9 de diciembre   | Santiago Bernabéu             | Real Madrid    | Spartak Moscú  | 2–1       |
| 6    | 9 de diciembre   | Terminator-Stadium            | Sturm Graz     | Internazionale | 0–2       |

### Grupo D
| Pos. | Equipo            | Pts. | PJ | G | E | P | GF | GC | Dif. | Clasificación             |
| ---- | ----------------- | ---- | -- | - | - | - | -- | -- | ---- | ------------------------- |
| 1    | Bayern Múnich     | 11   | 6  | 3 | 2 | 1 | 9  | 6  | +3   | Acceso a cuartos de final |
| 2    | Manchester United | 10   | 6  | 2 | 4 | 0 | 20 | 11 | +9   | Acceso a cuartos de final |
| 3    | Barcelona         | 8    | 6  | 2 | 2 | 2 | 11 | 9  | +2   |                           |
| 4    | Brøndby           | 3    | 6  | 1 | 0 | 5 | 4  | 18 | −14  |                           |

 Fuente: [cita requerida]
| Jor. | Fecha            | Estadio            | Local             | Visitante         | Resultado |
| ---- | ---------------- | ------------------ | ----------------- | ----------------- | --------- |
| 1    | 16 de septiembre | Estadio Brøndby    | Brøndby IF        | Bayern Múnich     | 2–1       |
| 1    | 16 de septiembre | Old Trafford       | Manchester United | Barcelona         | 3–3       |
| 2    | 30 de septiembre | Olímpico de Múnich | Bayern Múnich     | Manchester United | 2–2       |
| 2    | 30 de septiembre | Camp Nou           | Barcelona         | Brøndby IF        | 2–0       |
| 3    | 21 de octubre    | Estadio Brøndby    | Brøndby IF        | Manchester United | 2–6       |
| 3    | 21 de octubre    | Olímpico de Múnich | Bayern Múnich     | Barcelona         | 1–0       |
| 4    | 4 de noviembre   | Old Trafford       | Manchester United | Brøndby IF        | 5–0       |
| 4    | 4 de noviembre   | Camp Nou           | Barcelona         | Bayern Múnich     | 1–2       |
| 5    | 25 de noviembre  | Olímpico de Múnich | Bayern Múnich     | Brøndby IF        | 2–0       |
| 5    | 25 de noviembre  | Camp Nou           | Barcelona         | Manchester United | 3–3       |
| 6    | 9 de diciembre   | Estadio Brøndby    | Brøndby IF        | Barcelona         | 0–2       |
| 6    | 9 de diciembre   | Old Trafford       | Manchester United | Bayern Múnich     | 1–1       |

### Grupo E
| Pos. | Equipo         | Pts. | PJ | G | E | P | GF | GC | Dif. | Clasificación             |
| ---- | -------------- | ---- | -- | - | - | - | -- | -- | ---- | ------------------------- |
| 1    | Dinamo de Kiev | 11   | 6  | 3 | 2 | 1 | 11 | 7  | +4   | Acceso a cuartos de final |
| 2    | Lens           | 8    | 6  | 2 | 2 | 2 | 5  | 6  | −1   |                           |
| 3    | Arsenal        | 8    | 6  | 2 | 2 | 2 | 8  | 8  | 0    |                           |
| 4    | Panathinaikos  | 6    | 6  | 2 | 0 | 4 | 6  | 9  | −3   |                           |

 Fuente: [cita requerida]
| Jor. | Fecha            | Estadio              | Local         | Visitante     | Resultado |
| ---- | ---------------- | -------------------- | ------------- | ------------- | --------- |
| 1    | 16 de septiembre | Stade Félix Bollaert | Racing Lens   | Arsenal       | 1–1       |
| 1    | 16 de septiembre | Apostolos Nikolaidis | Panathinaikos | Dinamo Kiev   | 2–1       |
| 2    | 30 de septiembre | Highbury             | Arsenal       | Panathinaikos | 2–1       |
| 2    | 30 de septiembre | Lobanovsky Stadium   | Dinamo Kiev   | Racing Lens   | 1–1       |
| 3    | 21 de octubre    | Stade Félix Bollaert | Racing Lens   | Panathinaikos | 1–0       |
| 3    | 21 de octubre    | Highbury             | Arsenal       | Dinamo Kiev   | 1–1       |
| 4    | 4 de noviembre   | Apostolos Nikolaidis | Panathinaikos | Racing Lens   | 1–0       |
| 4    | 4 de noviembre   | Lobanovsky Stadium   | Dinamo Kiev   | Arsenal       | 3–1       |
| 5    | 25 de noviembre  | Highbury             | Arsenal       | Racing Lens   | 0–1       |
| 5    | 25 de noviembre  | Lobanovsky Stadium   | Dinamo Kiev   | Panathinaikos | 2–1       |
| 6    | 9 de diciembre   | Stade Félix Bollaert | Racing Lens   | Dinamo Kiev   | 1–3       |
| 6    | 9 de diciembre   | Apostolos Nikolaidis | Panathinaikos | Arsenal       | 1–3       |

### Grupo F
| Pos. | Equipo         | Pts. | PJ | G | E | P | GF | GC | Dif. | Clasificación             |
| ---- | -------------- | ---- | -- | - | - | - | -- | -- | ---- | ------------------------- |
| 1    | Kaiserslautern | 13   | 6  | 4 | 1 | 1 | 12 | 6  | +6   | Acceso a cuartos de final |
| 2    | Benfica        | 8    | 6  | 2 | 2 | 2 | 8  | 9  | −1   |                           |
| 3    | PSV Eindhoven  | 7    | 6  | 2 | 1 | 3 | 10 | 11 | −1   |                           |
| 4    | HJK Helsinki   | 5    | 6  | 1 | 2 | 3 | 8  | 12 | −4   |                           |

 Fuente: [cita requerida]
| Jor. | Fecha            | Estadio              | Local          | Visitante      | Resultado |
| ---- | ---------------- | -------------------- | -------------- | -------------- | --------- |
| 1    | 16 de septiembre | Philips Stadion      | PSV Eindhoven  | HJK Helsinki   | 2–1       |
| 1    | 16 de septiembre | Fritz-Walter-Stadion | Kaiserslautern | Benfica        | 1–0       |
| 2    | 30 de septiembre | Olímpico de Helsinki | HJK Helsinki   | Kaiserslautern | 0–0       |
| 2    | 30 de septiembre | Estádio da Luz       | Benfica        | PSV Eindhoven  | 2–1       |
| 3    | 21 de octubre    | Philips Stadion      | PSV Eindhoven  | Kaiserslautern | 1–2       |
| 3    | 21 de octubre    | Olímpico de Helsinki | HJK Helsinki   | Benfica        | 2–0       |
| 4    | 4 de noviembre   | Fritz-Walter-Stadion | Kaiserslautern | PSV Eindhoven  | 3–1       |
| 4    | 4 de noviembre   | Estádio da Luz       | Benfica        | HJK Helsinki   | 2–2       |
| 5    | 25 de noviembre  | Olímpico de Helsinki | HJK Helsinki   | PSV Eindhoven  | 1–3       |
| 5    | 25 de noviembre  | Estádio da Luz       | Benfica        | Kaiserslautern | 2–1       |
| 6    | 9 de diciembre   | Philips Stadion      | PSV Eindhoven  | Benfica        | 2–2       |
| 6    | 9 de diciembre   | Fritz-Walter-Stadion | Kaiserslautern | HJK Helsinki   | 5–2       |

### Mejores segundos
| Pos. | Equipo            | Pts. | PJ | G | E | P | GF | GC | Dif. | Clasificación             |
| ---- | ----------------- | ---- | -- | - | - | - | -- | -- | ---- | ------------------------- |
| 1    | Real Madrid       | 12   | 6  | 4 | 0 | 2 | 17 | 8  | +9   | Acceso a cuartos de final |
| 2    | Manchester United | 10   | 6  | 2 | 4 | 0 | 20 | 11 | +9   | Acceso a cuartos de final |
| 3    | Galatasaray       | 8    | 6  | 2 | 2 | 2 | 8  | 8  | 0    |                           |
| 4    | Benfica           | 8    | 6  | 2 | 2 | 2 | 8  | 9  | −1   |                           |
| 5    | Lens              | 8    | 6  | 2 | 2 | 2 | 5  | 6  | −1   |                           |
| 6    | Croatia Zagreb    | 8    | 6  | 2 | 2 | 2 | 5  | 7  | −2   |                           |

 Fuente: [cita requerida]

## Segunda fase
Los ocho equipos clasificados disputaron una serie de eliminatorias a ida y vuelta, hasta decidir los dos equipos clasificados para la final de Barcelona. En la tabla se muestran todos los cruces de la segunda fase. El primer equipo de cada eliminatoria jugó como local el partido de ida, y el segundo jugó en su campo la vuelta. En los resultados se indica el marcador en la ida, seguido del de la vuelta.

La eliminatoria de cuartos de final fue disputada por los campeones de los seis grupos y los dos mejores segundos de grupo. No se enfrentaron equipos que hubiesen coincidido en un mismo grupo, así como tampoco lo hicieron entre ellos los dos segundos de grupo, los cuales disputaron la ida como locales. Fue sorteada el 16 de diciembre de 1998 en Ginebra.

Las semifinales se sortearon el 19 de marzo de 1999 en Ginebra.

La final fue disputada por el Bayern de Múnich y el Manchester United, el cual a la postre fue el campeón.
|  | Cuartos de final                                      | Cuartos de final                                      | Cuartos de final                                      | Cuartos de final                                      | Cuartos de final                                      |   |    | Semifinales                                           | Semifinales                                           | Semifinales                                           | Semifinales                                           | Semifinales                                           |  |    | Final                                  | Final                                  | Final                                  |  |
|  | 3 de marzo de 1999 (ida) 17 de marzo de 1999 (vuelta) | 3 de marzo de 1999 (ida) 17 de marzo de 1999 (vuelta) | 3 de marzo de 1999 (ida) 17 de marzo de 1999 (vuelta) | 3 de marzo de 1999 (ida) 17 de marzo de 1999 (vuelta) | 3 de marzo de 1999 (ida) 17 de marzo de 1999 (vuelta) |   |    | 7 de abril de 1999 (ida) 21 de abril de 1999 (vuelta) | 7 de abril de 1999 (ida) 21 de abril de 1999 (vuelta) | 7 de abril de 1999 (ida) 21 de abril de 1999 (vuelta) | 7 de abril de 1999 (ida) 21 de abril de 1999 (vuelta) | 7 de abril de 1999 (ida) 21 de abril de 1999 (vuelta) |  |    | 26 de mayo de 1999 Camp Nou, Barcelona | 26 de mayo de 1999 Camp Nou, Barcelona | 26 de mayo de 1999 Camp Nou, Barcelona |  |
|  |                                                       |                                                       |                                                       |                                                       |                                                       |   |    |                                                       |                                                       |                                                       |                                                       |                                                       |  |    |                                        |                                        |                                        |  |
|  |                                                       |                                                       |                                                       |                                                       |                                                       |   |    |                                                       |                                                       |                                                       |                                                       |                                                       |  |    |                                        |                                        |                                        |  |
|  | 2D                                                    | Manchester United                                     | 2                                                     | 1                                                     | 3                                                     |   |    |                                                       |                                                       |                                                       |                                                       |                                                       |  |    |                                        |                                        |                                        |  |
|  | 2D                                                    | Manchester United                                     | 2                                                     | 1                                                     | 3                                                     |   |    |                                                       |                                                       |                                                       |                                                       |                                                       |  |    |                                        |                                        |                                        |  |
|  | 1C                                                    | Inter de Milán                                        | 0                                                     | 1                                                     | 1                                                     |   |    |                                                       |                                                       |                                                       |                                                       |                                                       |  |    |                                        |                                        |                                        |  |
|  | 1C                                                    | Inter de Milán                                        | 0                                                     | 1                                                     | 1                                                     |   | 2D | Manchester United                                     | 1                                                     | 3                                                     | 4                                                     |                                                       |  |    |                                        |                                        |                                        |  |
|  |                                                       |                                                       |                                                       |                                                       |                                                       |   | 2D | Manchester United                                     | 1                                                     | 3                                                     | 4                                                     |                                                       |  |    |                                        |                                        |                                        |  |
|  |                                                       |                                                       | 1B                                                    | Juventus                                              | 1                                                     | 2 | 3  |                                                       |                                                       |                                                       |                                                       |                                                       |  |    |                                        |                                        |                                        |  |
|  | 1B                                                    | Juventus                                              | 1B                                                    | Juventus                                              | 1                                                     | 2 | 3  | 2                                                     | 1                                                     | 3                                                     |                                                       |                                                       |  |    |                                        |                                        |                                        |  |
|  | 1B                                                    | Juventus                                              |                                                       |                                                       |                                                       |   |    |                                                       |                                                       | 3                                                     |                                                       |                                                       |  |    |                                        |                                        |                                        |  |
|  | 1A                                                    | Olympiacos                                            | 1                                                     | 1                                                     | 2                                                     |   |    |                                                       |                                                       |                                                       |                                                       |                                                       |  |    |                                        |                                        |                                        |  |
|  | 1A                                                    | Olympiacos                                            | 1                                                     | 1                                                     | 2                                                     |   |    |                                                       |                                                       |                                                       |                                                       |                                                       |  | 2D | Manchester United                      | 2                                      |                                        |  |
|  |                                                       |                                                       |                                                       |                                                       |                                                       |   |    |                                                       |                                                       |                                                       |                                                       |                                                       |  | 2D | Manchester United                      | 2                                      |                                        |  |
|  |                                                       |                                                       | 1D                                                    | Bayern Múnich                                         | 1                                                     |   |    |                                                       |                                                       |                                                       |                                                       |                                                       |  |    |                                        |                                        |                                        |  |
|  | 2C                                                    | Real Madrid                                           | 1D                                                    | Bayern Múnich                                         | 1                                                     | 1 | 0  | 1                                                     |                                                       |                                                       |                                                       |                                                       |  |    |                                        |                                        |                                        |  |
|  | 2C                                                    | Real Madrid                                           |                                                       |                                                       |                                                       |   |    |                                                       |                                                       |                                                       |                                                       |                                                       |  |    |                                        |                                        |                                        |  |
|  | 1E                                                    | Dinamo de Kiev                                        | 1                                                     | 2                                                     | 3                                                     |   |    |                                                       |                                                       |                                                       |                                                       |                                                       |  |    |                                        |                                        |                                        |  |
|  | 1E                                                    | Dinamo de Kiev                                        | 1                                                     | 2                                                     | 3                                                     |   | 1E | Dinamo de Kiev                                        | 3                                                     | 0                                                     | 3                                                     |                                                       |  |    |                                        |                                        |                                        |  |
|  |                                                       |                                                       |                                                       |                                                       |                                                       |   | 1E | Dinamo de Kiev                                        | 3                                                     | 0                                                     | 3                                                     |                                                       |  |    |                                        |                                        |                                        |  |
|  |                                                       |                                                       | 1D                                                    | Bayern Múnich                                         | 3                                                     | 1 | 4  |                                                       |                                                       |                                                       |                                                       |                                                       |  |    |                                        |                                        |                                        |  |
|  | 1D                                                    | Bayern Múnich                                         | 1D                                                    | Bayern Múnich                                         | 3                                                     | 1 | 4  | 2                                                     | 4                                                     | 6                                                     |                                                       |                                                       |  |    |                                        |                                        |                                        |  |
|  | 1D                                                    | Bayern Múnich                                         |                                                       |                                                       |                                                       |   |    |                                                       |                                                       | 6                                                     |                                                       |                                                       |  |    |                                        |                                        |                                        |  |
|  | 1F                                                    | Kaiserslautern                                        | 0                                                     | 0                                                     | 0                                                     |   |    |                                                       |                                                       |                                                       |                                                       |                                                       |  |    |                                        |                                        |                                        |  |
|  | 1F                                                    | Kaiserslautern                                        | 0                                                     | 0                                                     | 0                                                     |   |    |                                                       |                                                       |                                                       |                                                       |                                                       |  |    |                                        |                                        |                                        |  |
|  |                                                       |                                                       |                                                       |                                                       |                                                       |   |    |                                                       |                                                       |                                                       |                                                       |                                                       |  |    |                                        |                                        |                                        |  |

## Final
| 1          | POR        | Peter Schmeichel |     |
| 2          | DEF        | Gary Neville     |     |
| 6          | DEF        | Jaap Stam        |     |
| 5          | DEF        | Ronny Johnsen    |     |
| 3          | DEF        | Denis Irwin      |     |
| 11         | MED        | Ryan Giggs       |     |
| 8          | MED        | Nicky Butt       |     |
| 7          | MED        | David Beckham    |     |
| 15         | MED        | Jesper Blomqvist | 67' |
| 9          | DEL        | Andy Cole        | 81' |
| 19         | DEL        | Dwight Yorke     |     |
| Entrenador | Entrenador | Alex Ferguson    |     |

| 1          | POR        | Oliver Kahn       |     |
| 2          | DEF        | Markus Babbel     |     |
| 4          | DEF        | Samuel Kuffour    |     |
| 25         | DEF        | Thomas Linke      |     |
| 18         | DEF        | Michael Tarnat    |     |
| 10         | MED        | Lothar Matthäus   | 80' |
| 16         | MED        | Jens Jeremies     |     |
| 11         | MED        | Stefan Effenberg  |     |
| 14         | DEL        | Mario Basler      | 87' |
| 19         | DEL        | Carsten Jancker   |     |
| 21         | DEL        | Alexander Zickler | 71' |
| Entrenador | Entrenador | Ottmar Hitzfeld   |     |

| 10 | DEL | Teddy Sheringham    | 67' |
| 20 | DEL | Ole Gunnar Solskjær | 81' |

| 7  | MED | Mehmet Scholl      | 71' |
| 17 | MED | Thorsten Fink      | 80' |
| 20 | MED | Hasan Salihamidžić | 87' |

| Anotado | 90+1' | Teddy Sheringham    | 1-1 |
| Anotado | 90+3' | Ole Gunnar Solskjær | 2-1 |

| Anotado | 6' | Mario Basler | 0-1 |

| Amonestado | 60' | Steffan Effenberg |

| Árbitro             | Pierluigi Collina |
| Árbitros asistentes | Gennaro Mazzei    |
| Árbitros asistentes | Claudio Puglisi   |
| Cuarto árbitro      | Fiorenzo Treossi  |

| 1          | POR        | Peter Schmeichel |     |
| 2          | DEF        | Gary Neville     |     |
| 6          | DEF        | Jaap Stam        |     |
| 5          | DEF        | Ronny Johnsen    |     |
| 3          | DEF        | Denis Irwin      |     |
| 11         | MED        | Ryan Giggs       |     |
| 8          | MED        | Nicky Butt       |     |
| 7          | MED        | David Beckham    |     |
| 15         | MED        | Jesper Blomqvist | 67' |
| 9          | DEL        | Andy Cole        | 81' |
| 19         | DEL        | Dwight Yorke     |     |
| Entrenador | Entrenador | Alex Ferguson    |     |

| 1          | POR        | Oliver Kahn       |     |
| 2          | DEF        | Markus Babbel     |     |
| 4          | DEF        | Samuel Kuffour    |     |
| 25         | DEF        | Thomas Linke      |     |
| 18         | DEF        | Michael Tarnat    |     |
| 10         | MED        | Lothar Matthäus   | 80' |
| 16         | MED        | Jens Jeremies     |     |
| 11         | MED        | Stefan Effenberg  |     |
| 14         | DEL        | Mario Basler      | 87' |
| 19         | DEL        | Carsten Jancker   |     |
| 21         | DEL        | Alexander Zickler | 71' |
| Entrenador | Entrenador | Ottmar Hitzfeld   |     |

| 10 | DEL | Teddy Sheringham    | 67' |
| 20 | DEL | Ole Gunnar Solskjær | 81' |

| 7  | MED | Mehmet Scholl      | 71' |
| 17 | MED | Thorsten Fink      | 80' |
| 20 | MED | Hasan Salihamidžić | 87' |

| Anotado | 90+1' | Teddy Sheringham    | 1-1 |
| Anotado | 90+3' | Ole Gunnar Solskjær | 2-1 |

| Anotado | 6' | Mario Basler | 0-1 |

| Amonestado | 60' | Steffan Effenberg |

| Árbitro             | Pierluigi Collina |
| Árbitros asistentes | Gennaro Mazzei    |
| Árbitros asistentes | Claudio Puglisi   |
| Cuarto árbitro      | Fiorenzo Treossi  |

|                                            |
| Bandera de Inglaterra                      |
| Campeón Manchester United F. C. 2.º título |

## Jugadores premiados por la UEFA
| Jugadores premiados  | Jugadores premiados                |
| -------------------- | ---------------------------------- |
| Mejor jugador        | David Beckham (Manchester United)  |
| Mejor portero        | Oliver Kahn (Bayern Múnich)        |
| Mejor defensa        | Jaap Stam (Manchester United)      |
| Mejor centrocampista | David Beckham (Manchester United)  |
| Mejor delantero      | Andriy Shevchenko (Dinamo de Kiev) |

## Rendimiento general
| Pos. | Equipo            | Pts. | PJ | G | E | P | GF | GC | Dif. | Rend.  |
| ---- | ----------------- | ---- | -- | - | - | - | -- | -- | ---- | ------ |
| 1    | Manchester United | 21   | 11 | 5 | 6 | 0 | 29 | 16 | +13  | 63.64% |
| 2    | Bayern Múnich     | 21   | 11 | 6 | 3 | 2 | 20 | 11 | +9   | 63.64% |
|      |                   |      |    |   |   |   |    |    |      |        |
| 3    | Dinamo de Kiev    | 16   | 10 | 4 | 4 | 2 | 17 | 12 | +5   | 53.33% |
| 4    | Juventus          | 13   | 10 | 2 | 7 | 1 | 13 | 11 | +2   | 43.33% |
|      |                   |      |    |   |   |   |    |    |      |        |
| 5    | Inter de Milán    | 14   | 8  | 4 | 2 | 2 | 10 | 8  | +2   | 58.33% |
| 6    | Real Madrid       | 13   | 8  | 4 | 1 | 3 | 18 | 11 | +7   | 54.17% |
| 7    | Kaiserslautern    | 13   | 8  | 4 | 1 | 3 | 12 | 12 | 0    | 54.17% |
| 8    | Olympiacos        | 12   | 8  | 3 | 3 | 2 | 10 | 9  | +1   | 50%    |
|      |                   |      |    |   |   |   |    |    |      |        |
| 9    | Barcelona         | 8    | 6  | 2 | 2 | 2 | 11 | 9  | +2   | 44.44% |
| 10   | Spartak de Moscú  | 8    | 6  | 2 | 2 | 2 | 7  | 6  | +1   | 44.44% |
| 11   | Arsenal           | 8    | 6  | 2 | 2 | 2 | 8  | 8  | 0    | 44.44% |
| 12   | Galatasaray       | 8    | 6  | 2 | 2 | 2 | 8  | 8  | 0    | 44.44% |
| 13   | Benfica           | 8    | 6  | 2 | 2 | 2 | 8  | 9  | −1   | 44.44% |
| 14   | Rosenborg         | 8    | 6  | 2 | 2 | 2 | 7  | 8  | −1   | 44.44% |
| 15   | Lens              | 8    | 6  | 2 | 2 | 2 | 5  | 6  | −1   | 44.44% |
| 16   | Croatia Zagreb    | 8    | 6  | 2 | 2 | 2 | 5  | 7  | −2   | 44.44% |
| 17   | Porto             | 7    | 6  | 2 | 1 | 3 | 11 | 9  | +2   | 38.89% |
| 18   | PSV Eindhoven     | 7    | 6  | 2 | 1 | 3 | 10 | 11 | −1   | 38.89% |
| 19   | Ajax              | 7    | 6  | 2 | 1 | 3 | 4  | 6  | −2   | 38.89% |
| 20   | Athletic Club     | 6    | 6  | 1 | 3 | 2 | 5  | 6  | −1   | 33.33% |
| 21   | Panathinaikos     | 6    | 6  | 2 | 0 | 4 | 6  | 9  | −3   | 33.33% |
| 22   | HJK Helsinki      | 5    | 6  | 1 | 2 | 3 | 8  | 11 | −3   | 27.78% |
| 23   | Brøndby           | 3    | 6  | 1 | 0 | 5 | 4  | 18 | −14  | 16.67% |
| 24   | Sturm Graz        | 1    | 6  | 0 | 1 | 5 | 2  | 16 | −14  | 5.55%  |

 Fuente: 